# ゴイアス (ゴイアス州)
ゴイアス（ポルトガル語でGoiás）は、ブラジル・ゴイアス州にある小都市である。人口は2万2381人（2020年）。面積は、3,108平方キロメートル。かつては、ゴイアス州の州都であったが、現在は、ゴイアニアにその地位を譲っている。2002年に、UNESCOの世界遺産に登録された。

## 歴史
ゴイアスが都市として建設されたのは、1727年である。名前は、近くに住んでいた先住民の民族名に由来する。18世紀前半に金鉱脈が発見され、ゴールドラッシュを経験する。ゴイアスに残る住宅や教会、博物館などは、当時の面影を残している。しかしながら、1770年ごろには、鉱脈が枯渇し始め、町も衰退の一途をたどった。

## 世界遺産

### 登録基準
この世界遺産は世界遺産登録基準のうち、以下の条件を満たし、登録された（以下の基準は世界遺産センター公表の登録基準からの翻訳、引用である）。
- (2) ある期間を通じてまたはある文化圏において、建築、技術、記念碑的芸術、都市計画、景観デザインの発展に関し、人類の価値の重要な交流を示すもの。
- (6) 顕著で普遍的な意義を有する出来事、現存する伝統、思想、信仰または芸術的、文学的作品と直接にまたは明白に関連するもの（この基準は他の基準と組み合わせて用いるのが望ましいと世界遺産委員会は考えている）。

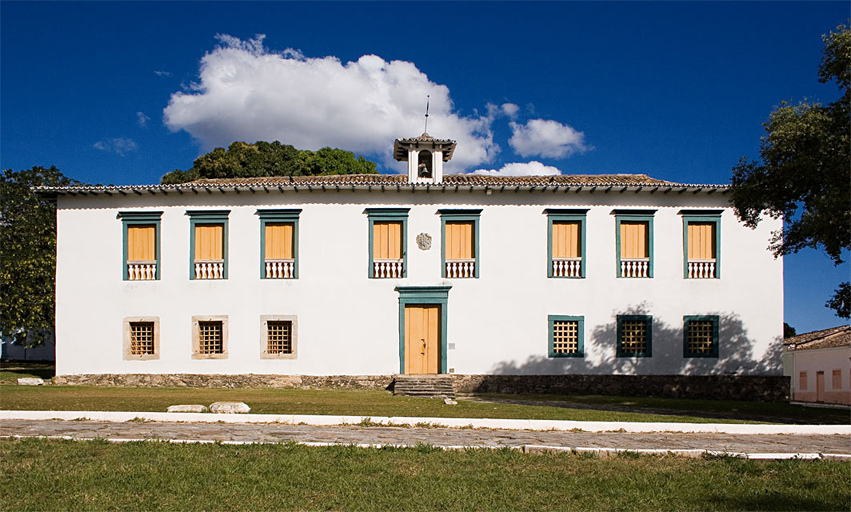
Antiga Casa da Câmara e Cadeia, atual MuBan
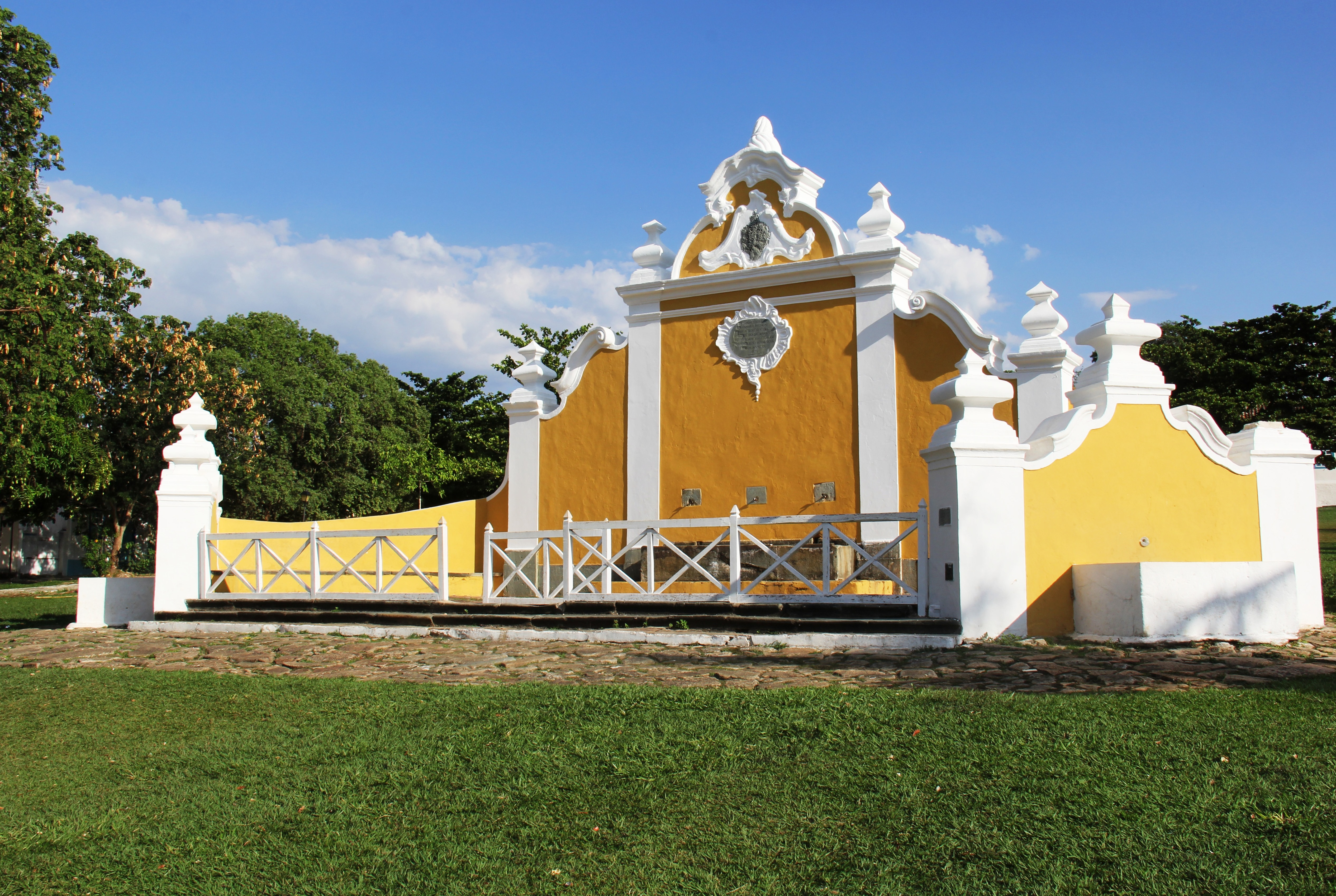
Chafariz de Cauda
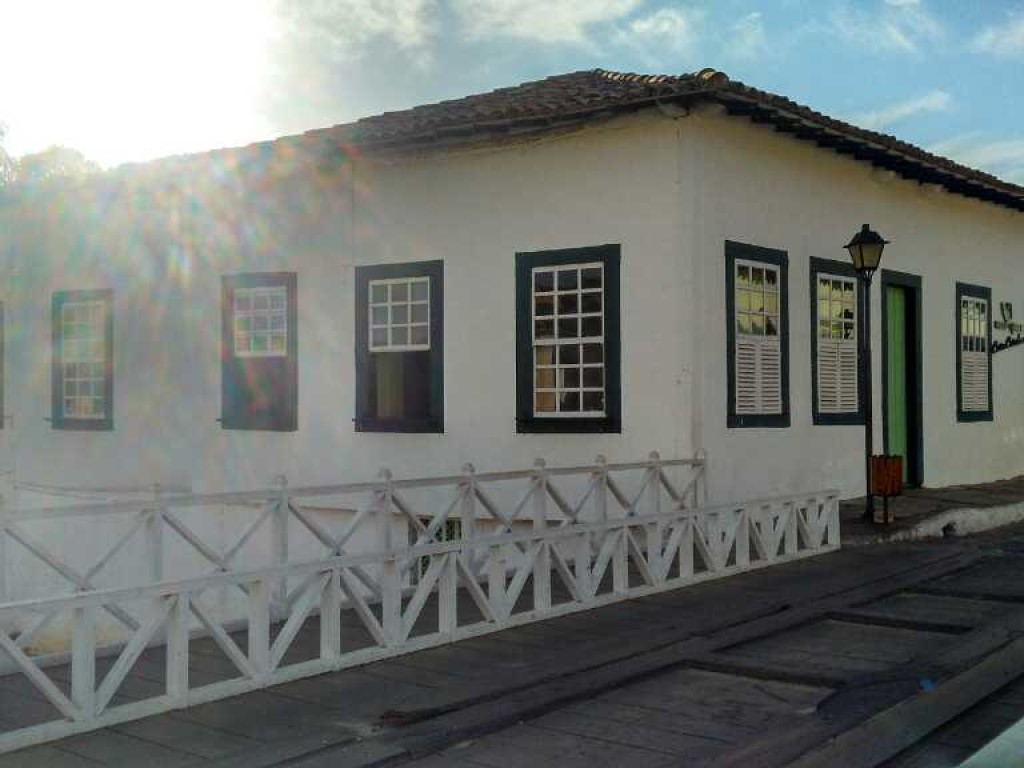
Casa de Cora Coralina
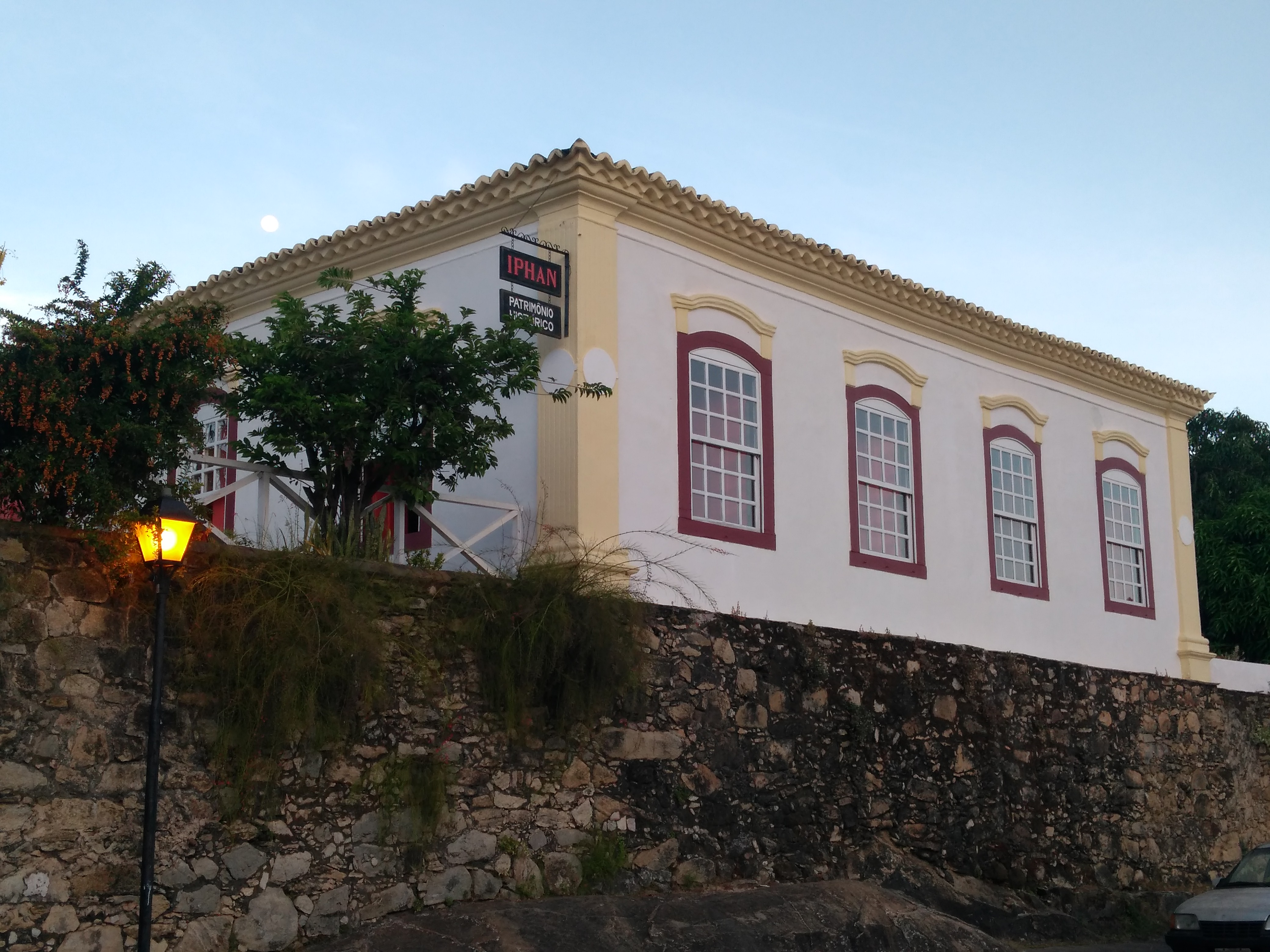
Casa do Bispo
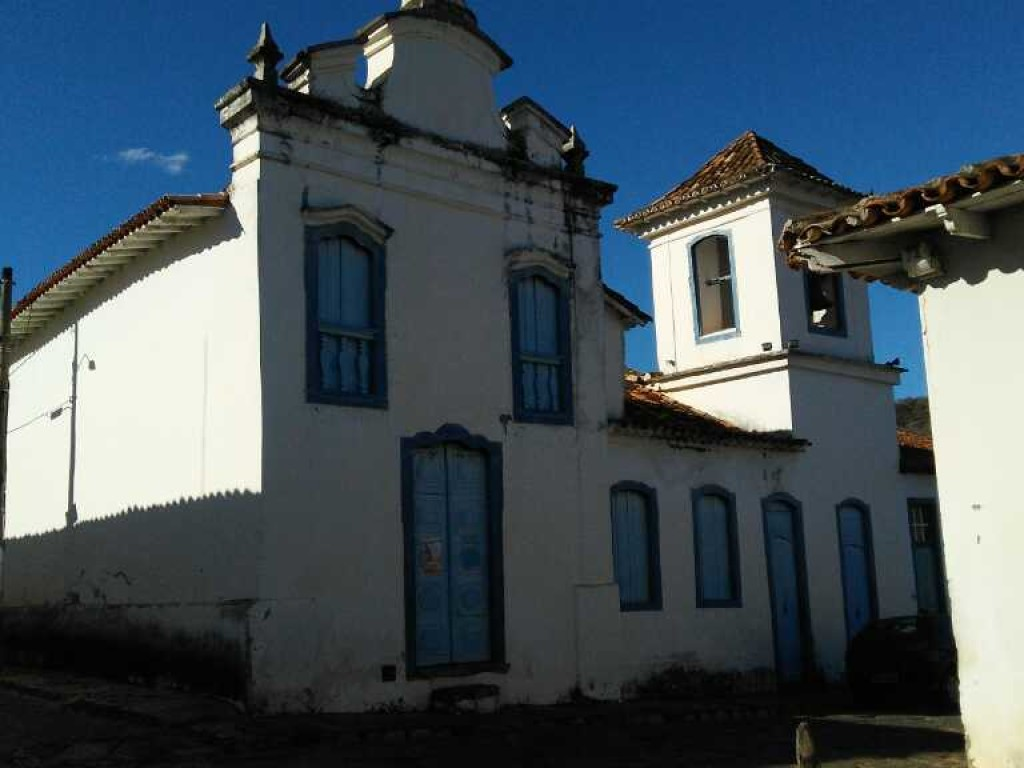
Igreja de Nossa Senhora d'Abadia
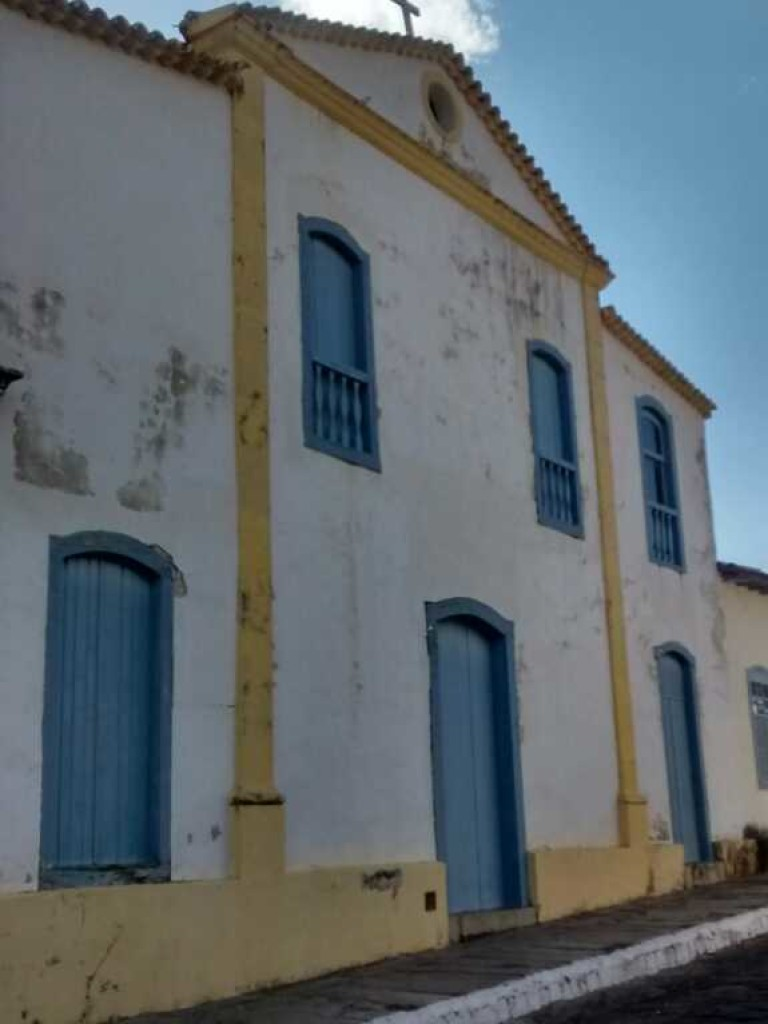
Igreja de Nossa Senhora do Carmo
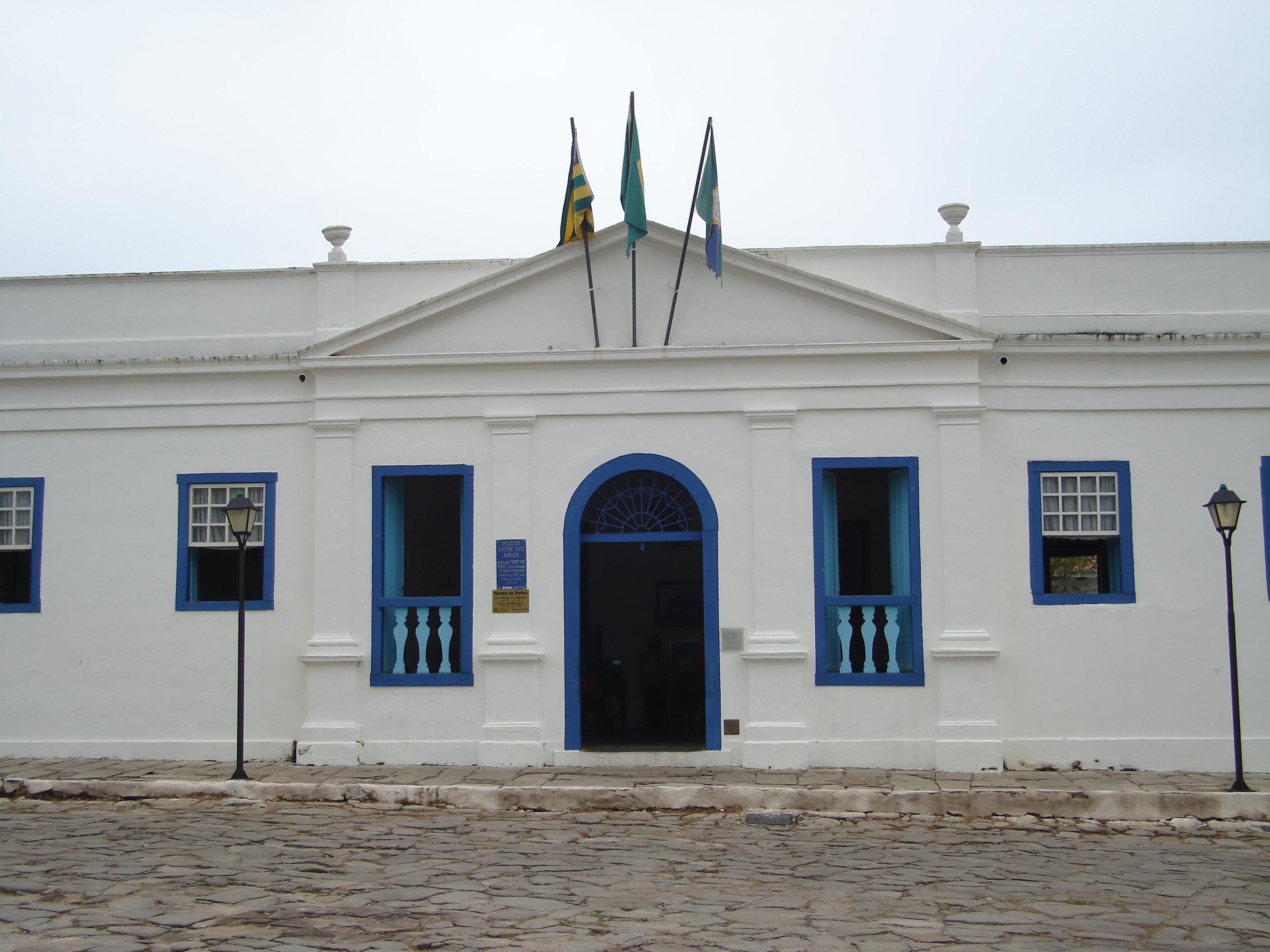
Palácio do Conde dos Arcos
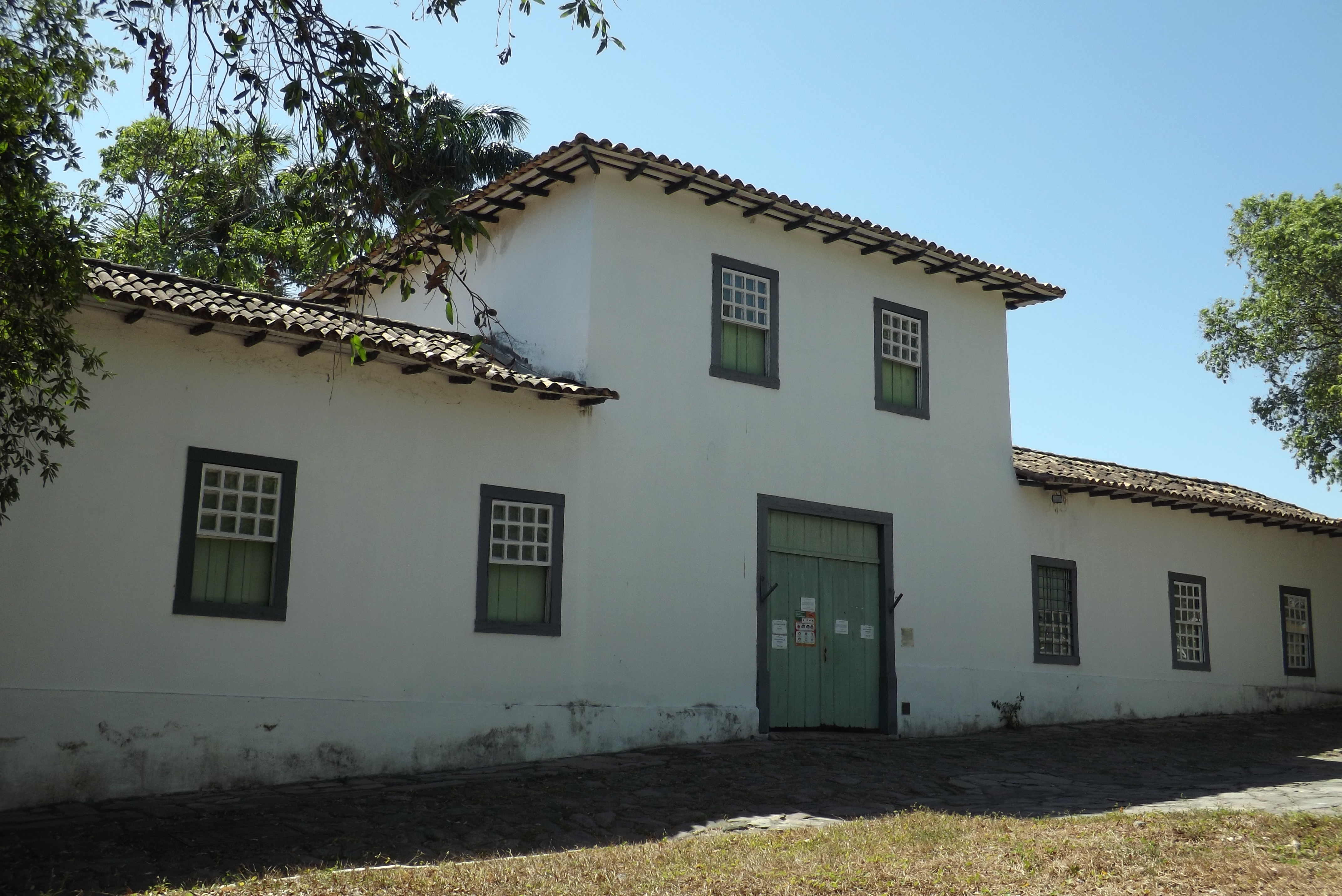
Quartel do XX